# Исовский геологоразведочный техникум
И́совский гео́логоразве́дочный те́хникум — среднее специальное образовательное учреждение в Нижней Туре, образованное в 1932 году и первоначально располагавшееся в посёлке Ис. С 1990 года, сохранив прежнее наименование, находится в Нижней Туре по адресу ул. Береговая, 3.

## История
С развитием добычи золота и платины в бассейнах Иса и Туры в 1910—1920-х годах в регионе возросла потребность в инженерных кадрах. В июне 1931 года Исовские прииски посетил нарком тяжёлой промышленности Г. К. Орджоникидзе, после чего были выделены средства на строительство нескольких социальных объектов в посёлке. Первая учебная группа начала заниматься 23 марта 1932 года в одной из аудиторий Исовской семилетней школы. Первыми преподавателями техникума были учителя школы и инженеры Исовских приисков.
В апреле-мае 1933 года был заложен фундамент нового трёхэтажного учебного корпуса техникума. В этом же году началось строительство деревянного дома для преподавателей и общежития для учащихся. Новый учебный корпус, начавший работу в 1934 году, стал первым многоэтажным каменным зданием в посёлке. 28 июля 1934 года решением Бюро Исовского райкома ВКП(б) первым директором техникума был назначен А. Ф. Федюнёв. Осенью 1934 года в Исовский техникум были переведены 36 студента закрывшегося Кочкарского техникума, а в 1936 году — 127 человек из закрывшегося Читинского техникума. В январе 1937 года состоялся первый выпуск техникума в составе 15 инженеров по специальности «Горный техник по разработке россыпных месторождений». В 1937 году среди студентов техникума было 18 человек из семей спецпереселенцев, что привело к возникновению подозрений по отношению ко всему преподавательскому и студенческому составу. В ходе допросов в 1938—1939 годах 8 человек были подвергнуты репрессиям.
В годы Великой Отечественной войны в зданиях техникума размещался эвакуированный из Ленинграда институт «Гипроалюминий», а в общежитиях — эвакогоспиталь. На фронт ушли 19 преподавателей и сотрудников техникума, а также 38 учащихся. 11 из них погибли на войне. В 1942 году подготовка горных инженеров была возобновлена. Поскольку после войны ощущалась острая нехватка геологов для восстановления промышленности, в 1947 году Исовский техникум был преобразован в геологоразведочный. Были открыты новые специальности, штат преподавателей расширился, план приёма студентов был также увеличен и в отдельные годы превышал 200 человек. В этот же период для обеспечения работы техникума были построены механические мастерские, для обустройства которых использовали оборудование предприятий треста «Уралзолото», а также дом для преподавателей и клуб. В 1949 году на базе техникума был открыт геологический музей.
В 1950-х годах объёмы добычи платины и золота на Урале существенно сократились, что привело к изменению специализации техникума. В 1953 году он был передан из Министерства цветной металлургии в ведение Министерства внутренних дел. В 1956 году было сдано в эксплуатацию новое четырёхэтажное общежитие для студентов, рассчитанное на 250 человек. С 1960 года было организовано обучение по новой специальности «Техническое обслуживание и ремонт автомобилей и двигателей», в 1966 году для подготовки кадров строящегося Качканарского ГОКа было открыто заочное отделение в Качканаре.
В 1960-х годах в техникуме были созданы студенческие отряды, принимавшие участие в строительстве объектов Качканара и Рефтинской ГРЭС. В 1970-х годах формировались студенческие геологические партии, выполнявшие работы по заданиям геологических институтов.
В 1975 году было принято решение о строительстве нового учебного корпуса в Нижней Туре. В 1983 году началось строительство нового здания, а в 1990 году техникум под прежним наименованием переместился в него из посёлка Ис. После переезда в техникуме были открыты новые специальности: «Бухгалтерский учёт», «Прикладная геодезия», «Маркшейдерское дело» и «Менеджмент». Также открылись гуманитарные и физико-математические гимназические классы.